# Stigmatogaster superba
Stigmatogaster superba är en mångfotingart som först beskrevs av Frederik Vilhelm August Meinert 1870.  Stigmatogaster superba ingår i släktet Stigmatogaster och familjen trädgårdsjordkrypare. Inga underarter finns listade i Catalogue of Life.